# Provincia magmática del Atlántico Central

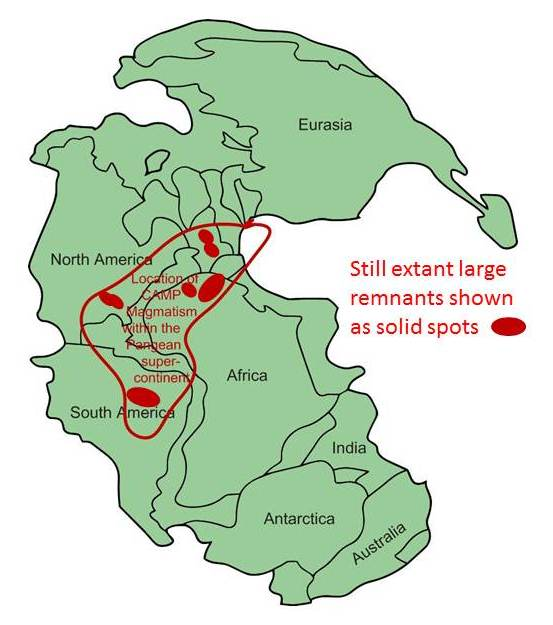
Situación de la provincia magmática del Atlántico Central sobre una reconstrucción de Pangea.

La provincia magmática del Atlántico Central (en inglés: Central Atlantic magmatic province', también conocida por sus siglas CAMP) es una gran provincia ígnea que se formó hace 200±2 Ma, entre los periodos Triásico y Jurásico, durante la apertura del rift de Pangea. Hay dos hipótesis para explicar su formación: por la acción de una pluma mantélica o por la acción de varias células convectivas situadas bajo el rift. La provincia debió ocupar una superficie de más de 7 000 000 km², y sus afloramientos se pueden encontrar en Europa, África y América.